# Skay y los Fakires
Skay y los Fakires es un grupo musical de Argentina, presentado en el año 2002. Fue fundado por el exguitarrista y miembro fundacional del grupo Patricio Rey y sus Redonditos de Ricota, Skay Beilinson, sobre la base de su proyecto personal lanzado en el año 2002, tras la separación del reconocido grupo musical, ícono de la música de Argentina. Está compuesta por el mencionado Beilinson como la voz principal y primera guitarra, Richard Coleman en la segunda guitarra (luego reemplazado por Joaquín Rosson), Claudio Quartero en bajo y Leandro Sánchez en batería. La producción de esta banda está a cargo de Carmen "Negra Poli" Castro, esposa de Skay y compañera del cantante desde sus comienzos con Patricio Rey, mientras que el arte de tapa de sus discos cuenta con el trabajo de Ricardo "Rocambole" Cohen, reconocido también por sus trabajos artísticos para Patricio Rey.
Originada en base al proyecto "solista" de Skay luego de su etapa con Patricio Rey, inicialmente este grupo era conocido a través de su figura principal, pasando en el año 2007 a denominarse Skay y los Seguidores de la Diosa Kali. Tras cinco años y dos discos editados, el equipo cambia de nombre pasando a adoptar su denominación definitiva. Debido a estas razones, muchas veces sus seguidores son referidos como "Seguidores de Kali" o "Fakires", aunque ellos prefieren seguir siendo denominados como "Ricoteros".

## Historia

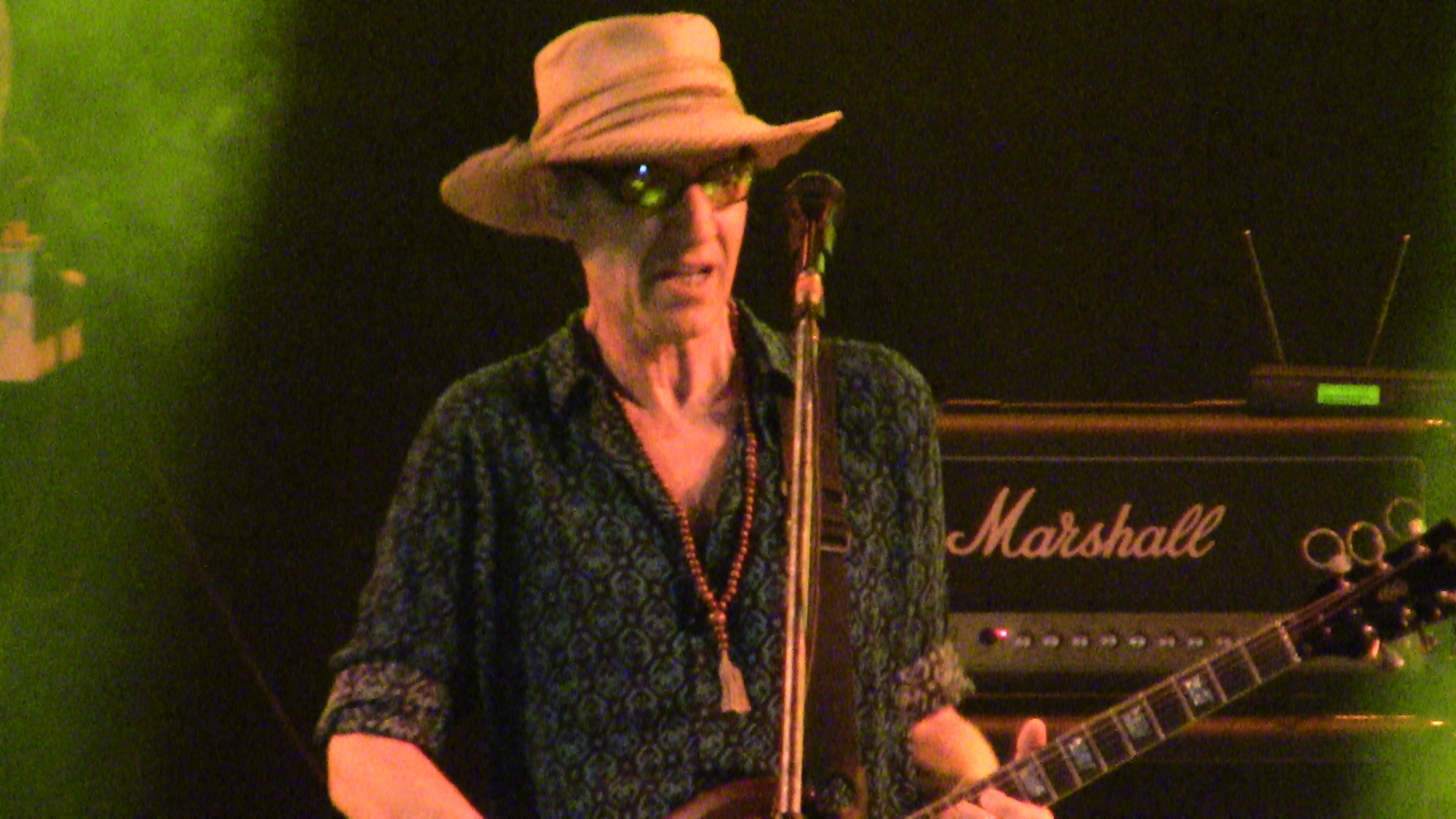
Eduardo "Skay" Beilinson, cofundador de Patricio Rey y sus Redonditos de Ricota y fundador, vocalista y guitarrista principal de Skay y los Fakires.

Los inicios de este proyecto datan del año 2002, cuando Beilinson tras su separación de Patricio Rey lanzó su propio proyecto apoyado por su inseparable compañera, Carmen Castro en la producción y con Dani Castro (hijo de Carmen) en el bajo y Daniel Colombres en batería. El primer disco de esta producción sería A través del mar de los sargazos, del cual surgiría como canción icónica «Oda a la sin nombre». Durante 2002 iniciaría una gira en la cual presentaría a los integrantes de su nuevo grupo, compuesto por Oscar Reyna en segunda guitarra, Daniel Colombres en batería, Claudio Quartero en bajo y Javier Lecumberry en teclados.
En el año 2004, se lanza el segundo disco titulado Talismán, continuando Skay con su alineación compuesta por Oscar Reyna en segunda guitarra, Daniel Colombres en batería, Claudio Quartero en bajo y Javier Lecumberry en teclados, más la colaboración de la cantante lírica Eva Faludi en la canción «Presagio». De este álbum también se desprenderían como éxitos las canciones «Flores secas» y «El golem de Paternal».
En el año 2007, Skay decide dar nombre a su agrupación denominándola Skay y los Seguidores de la Diosa Kali, manteniendo en sus puestos a Oscar Reyna, Claudio Quartero y Javier Lecumberry, pero incorporando a Mauricio "Topo" Espíndola en lugar de Daniel Colombres, dando un giro en cuanto al asentamiento del sonido de la banda. Bajo esta denominación, saldría a la luz el álbum La marca de Caín, estrenando la denominación del grupo musical y presentando «Tal vez mañana», como uno de sus principales éxitos.
Tras el lanzamiento en 2010 del álbum ¿Dónde vas? (con canciones destacadas como «La luna en Fez» o «Aves migratorias»), Skay se replantea la posibilidad de una nueva denominación para su agrupación, resolviendo cambiarla definitivamente por la de Skay y los Fakires, manteniendo a todo su plantel. En el año 2012 es presentada la nueva denominación del grupo y al año siguiente es lanzado La luna hueca, primer álbum con la nueva denominación. En una entrevista a Radio Vorterix, el cantante explicaría el significado de las letras de cada canción que componen este álbum, a la vez de explicar también el origen del nombre del mismo. De este disco, se desprenderían como éxitos las canciones «Falenas en celo» o «El sueño del jinete».
Luego del éxito de La luna hueca, Skay y su gente presentan su segundo disco con la nueva denominación y el sexto en la carrera musical del guitarrista tras su separación de Patricio Rey. El mismo, fue presentado bajo el nombre de El engranaje de cristal, el cual fue publicado el 20 de noviembre de 2016, contando con 10 canciones de las cuales se destacarían «Quisiera llevarte», «En la fragua» y «Chico bomba» entre otros.
En el año 2019 publicó su séptimo disco titulado En el corazón del laberinto. Lo presentó con una modalidad hasta ahora inédita en el artista: cada semana estrenó en redes sociales y plataformas digitales un sencillo, y finalmente en el mes de agosto salió a la venta el CD y el vinilo, ambos en formato físico. El arte nuevamente estuvo a cargo de Rocambole, el artista que ilustró todos los discos de Patricio Rey y de Skay.

## Discografía
- A través del mar de los sargazos (2002)
- Talismán (2004)
- La marca de Caín (2007)
- ¿Dónde vas? (2010)
- La luna hueca (2013)
- El engranaje de cristal (2016)
- En el corazón del laberinto (2019)
- Espejismos (2023)

## Concepto aplicado por Skay para definir a su proyecto
Tras su salida de Patricio Rey, Skay Beilinson anunció su continuidad en la música con un proyecto propio. El hecho de darse a conocer ante el público como un ex-Redondo, hizo que la prensa especializada comenzara a hablar de "el proyecto solista de Skay". Sin embargo, el propio guitarrista desmentiría a medias tal afirmación, al definir a su proyecto como "solista-en-banda" de la siguiente manera:

«El concepto de solista... en realidad no me veo en esa idea. Siempre vi como solista al tipo que llama a los músicos ocasionalmente o cambia de banda y todo sigue sonando igual. Yo, si cambiara la banda, cambiaría el sonido».
Skay Beilinson.

## Miembros

### Miembros actuales
- Skay Beilinson - Voz y guitarra eléctrica (2002-presente)
- Joaquín Rosson - Guitarra rítmica (2024-presente)
- Claudio Quartero - Bajo (2004-presente)
- Leandro Sánchez - Batería (2018-presente)

### Miembros anteriores
- Dani Castro - Bajo (2002-2004)
- Daniel Colombres - Batería (2002-2005)
- Oscar Reyna - Guitarra rítmica (2004-2019)
- Topo Espíndola - Batería (2005-2018)
- Javier Lecumberry - Teclados (2004-2022)
- Richard Coleman - Guitarra rítmica (2019-2024)